# اقتصاد التعدين الإنجليزي في العصور الوسطى
اقتصاد التعدين الإنجليزي في العصور الوسطى هو التاريخ الاقتصادي للتعدين الإنجليزي منذ الغزو النورماندي عام 1066، حتى وفاة هنري السابع عام 1509. كان اقتصاد إنجلترا زراعيًا بشكل أساسي طوال تلك الفترة، لكن استخراج الحديد والقصدير والرصاص والفضة والفحم في وقت لاحق، لعب دورًا هامًا في الاقتصاد الإنجليزي خلال العصور الوسطى

## الغزو والحقبة النورماندية المبكرة (1066-1100)
غزا وليام الفاتح إنجلترا عام 1066، وهزم الملك الأنجلوسكسوني هارولد جودوينسون في معركة هاستينغز، ووضع البلاد تحت الحكم النورماندي. أعقبت هذه الحملة عمليات عسكرية شرسة تعرف باسم «غزو الشمال» بين عامي 1069 و1070، وسّعت السلطة النورماندية في شمال إنجلترا. كان نظام حكم وليام إقطاعيًا، إذ كان الحق في امتلاك الأراضي مرتبطًا بخدمة الملك، لكن في أماكن أخرى، لم يسع الغزات لتغيير طبيعة الاقتصاد الإنجليزي وشركات التعدين.

## النمو خلال منتصف العصور الوسطى (1100 – 1290)
لم يشكل التعدين جزءًا كبيرًا من الاقتصاد الإنجليزي في العصور الوسطى، ولكن الطلب على المعادن في إنجلترا ازداد في القرنين الثاني عشر والثالث عشر، وذلك بسبب النمو السكاني الكبير وتشييد المباني، بما فيها الكاتدرائيات والكنائس الضخمة. استخرجت أربعة معادن لأغراض تجارية في إنجلترا خلال تلك الفترة: الحديد والقصدير والرصاص والفضة، باستخدام مجموعة متنوعة من تقنيات التكرير، كما استُخرج الفحم الحجري ابتداءً من القرن الثالث عشر.
جرى التنقيب عن الحديد في عدة مواقع بما في ذلك المركز الإنجليزي الرئيسي في غابة دين وكذلك في دورهام ومنطقة الويلد. استورد بعض الحديد من أوروبا لتلبية الطلب المحلي، خاصة أواخر القرن الثالث عشر. بحلول نهاية القرن الثاني عشر، كانت الطريقة الأقدم للحصول على خام الحديد من خلال التعدين السطحي يُستبدل بتقنيات أكثر تطورًا، بما في ذلك الأنفاق والمناجم.  عادة ما يُعالج خام الحديد محليًا في أفران صغيرة، لكن بحلول القرن الرابع عشر، بُني أول مصهر حديد يعمل بالطاقة المائية في إنجلترا في منطقة تشينجلي. نتيجة لتناقص الغابات وما تسبب به ذلك من زيادة في تكاليف الخشب والفحم، زاد الطلب على الفحم الحجري في القرن الثاني عشر وبدأ إنتاجه لأغراض تجارية من المناجم.
حدثت طفرة فضة في إنجلترا بعد اكتشاف معدن الفضة بالقرب من كارلايل عام 1133. أُنتجت كميات هائلة من الفضة من المناجم التي امتدت عبر كمبرلاند ودورهام ونورمبرلاند. كان يُستخرج ما يصل إلى ثلاثة أو أربعة أطنان من الفضة كل عام، ما يعادل عشرة أضعاف إنتاج السنة السابقة في جميع أنحاء أوروبا. كانت النتيجة طفرة اقتصادية محلية وتحسن كبير في أحوال الإنجليز حتى القرن الثاني عشر. تمركز تعدين القصدير في كورنوال وديفون. شكل القصدير سلعة قيمة للتصدير، بداية إلى ألمانيا ثم في وقت لاحق من القرن الرابع عشر إلى البلدان المنخفضة. عادة ما يستخرج الرصاص كمنتج ثانوي لعملية استخراج الفضة، مع وجود مناجم في يوركشاير ودورهام والشمال، وكذلك في ديفون. كانت مناجم الرصاص ضعيفة، عوائدها غير مغرية، لكن ما ساهم بانتشار استخراجها هو أنها كانت تستخرج هامشيًا أثناء استخراج الفضة.

## الأزمة الاقتصادية في منتصف العصور الوسطى – المجاعة الكبرى والموت الأسود (1290-1350)

### المجاعة الكبرى
بدأت المجاعة الكبرى عام 1315 عددًا من الأزمات الحادة في الاقتصاد الزراعي الإنجليزي. ارتكزت المجاعة على سلسلة من المواسم الحصادية الفاشلة في 1315 و1316 و1321، إضافة إلى تفشي الأمراض لدى الأغنام والثيران بين عامي 1319 و1321 وفطريات الإرغوت القاتلة في المخزونات المتبقية من القمح. قُتل الكثير من الناس وقيل إن الفلاحين أُجبروا على أكل الخيول والكلاب والقطط إضافة إلى أكل لحوم الأطفال، على الرغم من أن هذه التقارير عادة ما تكون مبالغًا فيها. تسببت المجاعة الكبرى في عكس اتجاه النمو السكاني في القرنين الثاني عشر والثالث عشر وتركت الاقتصاد المحلي مهتزًا لكنّه لم يُدمَّر.